# Природний рух населення

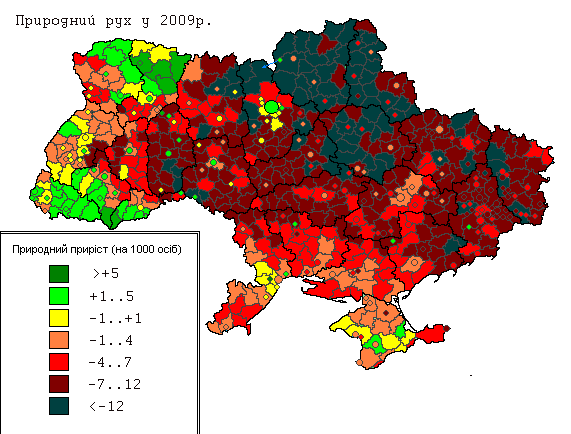
Природний рух населення України в 2009 році.

Природний рух населення, відтворення населення — сукупність процесів народжуваності, смертності і природного приросту, що забезпечують безперервне відновлення і зміну людських поколінь.
Відтворення населення поєднує в собі як біологічні, так і, навіть у більшій мірі, соціально-економічні чинники:
- Рівень народжуваності залежить від умов життя людей, розвитку культури, добробуту, залучення жінок до участі в економічній сфері, релігійних поглядів тощо[1].
- Рівень смертності тісно пов'язаний з матеріальним становищем людей, розвитком охорони здоров'я, харчуванням, способом життя, політичної ситуації, військових конфліктів тощо[1].

## Історія терміна
Термін виник у другій половині XIX століття серед німецьких статистиків, що розрізняли стан населення та тенденції змін цього стану — рух. Рух населення поділяється на природний, що залежить від співвідношення народжень і смертей, та на механічний, що залежить від міграцій. Історично до природного руху відносили також кількість шлюбів і розлучень. Хоча вони не змінюють безпосередньо чисельність населення, але рахувались на місцях поряд з народженнями і смертями.
У радянській демографічній науці термін піддавався критиці вченими П. І. Куркіним і С. Г. Струміліним як такий, що винесений за рамки соціальної природи людини. Синоніми: відтворення населення, відновлення поколінь.

## Історичні типи природного руху
Виділяють три історичні типи відтворення населення:
- Архетип відтворення населення був характерним для первісного суспільства, що існувало в умовах привласнювальної економіки. Людина лише використовувала продовольчі ресурси природи. Чисельність населення на певній території була обмежена такими ресурсами. Народжуваність майже дорівнювала смертності. Ріст чисельності міг відбуватись лише за рахунок екстенсивного розширення, міграцій і освоєння нових територій[1].
- Традиційний тип відтворення населення. Такий тип панував у доіндустріальних суспільствах з аграрною економікою. Характерними були висока народжуваність і висока смертність — 20-30 % (тобто 200—300 дітей на 1000 народжених), невеликий природний приріст, куца середня тривалість життя — 25-35 років (загалом через високу дитячу смертність)[1].
- Сучасний тип відтворення населення.

### Українською
- Атлас. 10-11 клас. Економічна і соціальна географія світу / упорядники :  О. Я. Скуратович, Н. І. Чанцева. — К. : ДНВП «Картографія», 2010. — ISBN 978-966-475-639-3.
- Дорошенко Л. С. Демографія: Навчальний посібник. — К. : МАУП, 2005. — 112 с. — ISBN 966-608-442-2.
- Крисаченко В. С. Динаміка населення: Популяційні, етнічні та глобальні виміри. — К. : Видавництво Національного інституту стратегічних досліджень, 2005. — 368 с. — ISBN 966-554-083-1.
- Економічна і соціальна географія країн світу. Навчальний посібник / За ред. Кузика С. П. — Л. : Світ, 2002. — 672 с. — ISBN 966-603-178-7.

### Російською
- (рос.) Волков А. Г. Естественное движение населения // Демографический энциклопедический словарь / главн. ред. Валентей Д. И. — М. : Советская энциклопедия, 1985. — 608 с.
- (рос.) Боярский А. Я. Население и методы его изучения. — М., 1975.
- (рос.) Ягельский А. География населения. — М. : Прогресс, 1980. — 383 с.